# Belebei
Belebei (russisch Белебе́й, baschkirisch Бәләбәй) ist eine Stadt mit 60.188 Einwohnern (Stand 14. Oktober 2010) in der Teilrepublik Baschkortostan in Russland.

## Lage
Belebei befindet sich im Westen Baschkortostans, nahe den Grenzen der Teilrepublik zur Oblast Orenburg und zur Republik Tatarstan, etwa 180 km südwestlich der Subjekthauptstadt Ufa entfernt. Die nächstgelegene Stadt ist Abdulino, etwa 60 km Luftlinie von Belebei entfernt.

## Geschichte
Der Ort wurde erstmals 1715 erwähnt, damals als eine kleine Tschuwaschensiedlung namens Belebejewo. 1781 erhielt Belebei den Status einer Kreisstadt innerhalb des Ufaer Gouvernements. Bis ins 20. Jahrhundert hinein wurden hier vorwiegend Landwirtschaft und Handel betrieben. Einen kräftigen Wachstumsschub erhielt die Stadt ab den 1950er-Jahren, als in ihrer Nähe Erdölvorkommen erschlossen wurden.

### Bevölkerungsentwicklung
| Jahr | Einwohner |
| ---- | --------- |
| 1939 | 15.535    |
| 1959 | 26.172    |
| 1970 | 32.460    |
| 1979 | 43.213    |
| 1989 | 53.443    |
| 2002 | 60.928    |
| 2010 | 60.188    |

Anmerkung: Volkszählungsdaten 

## Wirtschaft
Belebei gilt heute als Standort der Mineralöl- und Gasindustrie, die vor allem vom regionalen Ölunternehmen Baschneft betrieben wird. Weiterhin gibt es in der Stadt Metallverarbeitungs- und Nahrungsmittelbetriebe.

## Sehenswürdigkeiten
- Erzengel-Michael-Kathedrale (18. Jahrhundert)
- Nikolaus-Kathedrale (19. Jahrhundert)
- Moschee (1905)
- Ehemaliges Landgut der Adelsfamilie Aksakow (u. a. des Autors Konstantin Aksakow) in Nowo-Aksakowo nahe Belebei

## Weiterführende Bildungseinrichtungen
- Filiale der Staatlichen Akademie für Architektur und Bauwesen Samara

## Söhne und Töchter der Stadt
- Wladimir Bukowski (1942–2019), Menschenrechtsaktivist und Publizist
- Maguba Syrtlanowa (1912–1971), Bomberpilotin
- Inna Tschurikowa (1943–2023), Schauspielerin